# Gabriel Kohonen
Gabriel Olli Gustav Kohonen, född 10 april 2004, är en svensk innebandyspelare som spelar för Storvreta IBK och det svenska landslaget.

## Biografi
Gabriel Kohonen är son till Mika Kohonen och Cecilia Kohonen. Han är uppvuxen i Uppsala men tillbringade tre år i Umeå för att gå på Riksinnebandygymnasiet.

## Karriär

### Ungdomslag
Gabriel Kohonen spelade sina ungdomsår i Storvreta IBK ungdom och IK Sirius innan han under gymnasietiden studerade på Riksinnebandygymnasiet i Umeå. Med RIG Umeå tog Kohonen ett SM-silver och ett SM-guld på juniorsidan och svarade i de båda finalerna för sammanlagt 10 poäng (5 mål och 5 assist).

### Seniorkarriär

#### Rig Umeå
Under sina år i RIG Umeå representerade han även skolans lag i division 1 och Allsvenskan. Den första säsongen svarade Kohonen för 5 poäng på 6 matcher innan säsongen stängdes ner i mitten av november på grund av Corona-pandemin. Säsongen efter slutade RIG Umeå på andra plats i serien och Kohonen stod för 51 poäng (23 mål, 28 assist) på 20 matcher. Tabellplaceringen innebar kval till Allsvenskan där Kohonen var med och hjälpte sitt lag till uppflyttning genom att göra 14 poäng på fem matcher. 
Sista säsongen i RIG Umeå var i Sveriges näst högsta division Allsvenskan. Kohonen stod på 22 matcher för 87 poäng men trots detta räckte det inte till poängligavinst då både Oscar Kristensen (89 poäng) och Sam Madani (92 poäng) från Bele Barkarby lyckades komma före. Laget slutade på en 5e plats i tabellen. 

#### Storvreta IBK
Under sin debutsäsong i Svenska superligan stod Kohonen för 66 poäng på 34 matcher och prisades som årets Rookie av Innebandymagazinet.  Han slutade efter denna poängskörd som femma i grundseriens poängliga och femtonde plats i slutspelets poängliga. Kohonen och Storvreta IBK vann även SM-guld när de besegrade Pixbo IBK i SM-slutspelets final som spelades på Friends Arena den 27 april 2024 inför 18 370 åskådare, ett nytt världsrekord för åskådare inom innebandy. 

### Landslagskarriär
Gabriel hade möjlighet att välja både det finska och det svenska landslaget då pappa Mika är från Finland och mamma Cecilia är från Sverige. Gabriel valde att representera Sverige, först på U19-nivå och sedan på seniornivå. 
Han debuterade i A-landslaget redan innan sin SSL-debut. Den 1 september 2023 debuterade Kohonen i det svenska A-landslaget i den första av två matcher mot Finland i finnkampen. Sverige föll med 8-4 men Kohonen svarade för sin första landslagspoäng när han spelade fram Albin Sjögren.

## Meriter
- Silver junior SM 2022
- Guld junior SM 2023
- Årets Rookie SSL 2023/24
- Grundserievinst & SM-guld 2023/24